# Hegadihal, Bijapur
Hegadihal là một làng thuộc tehsil Bijapur, huyện Bijapur, bang Karnataka, Ấn Độ.